# Henry Hyde, 2. hrabě z Clarendonu
Henry Hyde, 2. hrabě z Clarendonu (Henry Hyde, 2nd Earl of Clarendon, 2nd Viscount Cornbury, 2nd Baron Hyde) (2. června 1638, Londýn, Anglie – 31. října 1709, Londýn, Anglie) byl anglický státník a dvořan. Byl švagrem anglického krále Jakuba II. a za jeho vlády dosáhl vlivného postavení jako místokrál v Irsku, po slavné revoluci dožil v soukromí. Jeho mladší bratr Lawrence Hyde, 1. hrabě z Rochesteru byl dvakrát prvním ministrem.

## Kariéra
Narodil se v Londýně jako nejstarší syn vlivného státníka a lorda kancléře 1. hraběte z Clarendonu. Spolu s ním strávil mládí u exilového dvora Karla II. v Nizozemí, pobýval v Antverpách a Bredě. Po obnovení monarchie zastával řadu správních funkcí v několika hrabstvích, v letech 1663–1689 byl nejvyšším sudím v hrabství Oxford. V roce 1661 získal Řád lázně a zastával také hodnosti u dvora, v letech 1665–1675 byl nejvyšším komořím královny Kateřiny. V letech 1661–1674 byl členem Dolní sněmovny, po pádu svého otce (1667) žil v ústraní, ale v roce 1674 s titulem hraběte z Clarendonu vstoupil do Sněmovny lordů (do té doby jako otcův dědic užíval titul vikomt Cornbury). Vlivem 2. vévody z Buckinghamu se stal členem Tajné rady a výboru Tajné rady pro obchod a kolonie (1680). Zároveň se vrátil do dvorských funkcí a v letech 1680–1685 byl pokladníkem královny Kateřiny.
Teprve za vlády svého švagra Jakuba II. dosáhl vlivu, stal se lordem strážcem tajné pečeti (1685–1687) a místokrálem v Irsku (1685–1687). Spolu s mladším bratrem Lawrencem však ještě před pádem Jakuba II. upadl do nemilosti. V roce 1688 podpořil předání vlády Vilémovi Oranžskému, mimo jiné proto, že Vilémova manželka královna Marie byla Clarendonovou neteří. Nakonec ale odmítl složit přísahu věrnosti, byl obviněn z jakobitismu a půl roku vězněn. Dalších dvacet let pak žil zcela mimo veřejné dění a pobýval v soukromí na svých statcích.

## Majetkové poměry a rodina
Po otci zdědil rodové sídlo Cornbury Park (Oxfordshire), po roce 1689 pak nechal postavit zámek Swallowfield Park (Berkshire), který později přešel prodejem do majetku rodiny Pittů.
Jeho první manželkou byla Theodosia Capell (1639–1661), sestra prvního ministra hraběte z Essexu, podruhé se oženil s Flower Backhouse. Z prvního manželství pocházel jediný syn Edward Hyde, 3. hrabě z Clarendonu (1661–1723), který zastával funkce u dvora i ve státní správě, ale nakonec zemřel v zapomnění. Rod vymřel v roce 1753 a titul hrabat z Clarendonu byl později udělen rodu Villiersů.
Jeho korespondence a vzpomínky byly v roce 1763 vydány ve dvou svazcích pod názvem State letters during the reign of James II. and his diary for the years 1687–1690.